# Batalla del Campo de Pan
La batalla de Breadfield (en húngaro: Kenyérmezei csata, en alemán: Schlacht auf dem Brodfeld, en rumano: Bătălia de la Câmpul Pâinii, en turco: Ekmek Otlak Savaşı ) fue la batalla más virulenta librada en Transilvania hasta ese momento en las guerras otomano-húngaras y tuvo lugar el 13 de octubre de 1479 en Breadfield, cerca de la aldea sajona de Alkenyér (también Zsibód, en alemán: Unterbrodsdorf, en rumano: Șibot) junto al río Maros (Mureș). El ejército húngaro estaba mandado por Pál Kinizsi, István Báthory, Vuk Branković y Basarab Laiotă cel Bătrân .
La batalla significó una gran victoria para el Reino de Hungría y el Despotado Serbio .

## Contexto
Desde su ascenso al trono húngaro en 1458, el rey Matías Corvino había plantado cara a los turcos y, en 1463 logró ocupar el norte de Bosnia. Sin embargo, esta no fue una guerra a gran escala.
Los merodeadores turcos atacaron Transilvania y Vojvodina varias veces entre 1474 y 1475, provocando el despoblamiento de algunas zonas y la huida de la población .
Tras la guerra turco-veneciana (1463-1479), en la primavera de 1479, un importante ejército otomano se reunió a los pies de (hoy Smederevo, Serbia), formado sobre todo por Akıncıs. Cuando el rey Matías fue alertado, según el testimonio de Miklós Pozsegai, hecho en Garinica (11 de julio), ordenó la movilización de Esteban V Báthory,voivoda de Transilvania y de su general Pál Kinizsi.
El ejército otomano entró en Transilvania el 9 de octubre, cerca de Kelnek (Câlnic), dirigido por Ali Koca Bey.  Los Akıncıs atacaron algunas aldeas, granjas y ciudades comerciales, tomando cautivos a húngaros, valacos y sajones. El 13 de octubre, Koca Bey instaló su campamento en Breadfield (Kenyérmező), cerca de Zsibót. Koca Bey se había visto obligado a participar en la campaña por la insistencia de Basarab cel Tânăr, un príncipe valaco que aportó entre 1.000 y 2.000 soldados de infantería a la causa.
Los turcos continuaron saqueando y tomando prisioneros, mientras Báthory y Kinizsi hacían preparativos para atacar a los turcos.

## Ejércitos húngaro y otomano
La fuerza numérica del ejército otomano es objeto de debate, oscilando entre 60.000 y 30.000 hombres según fuentes distintas. Jan Długosz, cronista polaco, afirmaba que las fuerzas otomanas sumaban 100.000 hombres, pero Matias Corvino estimaba en sus cartas que había entre 43 y 45.000 soldados otomanos y valacos. Un número más probable de fuerzas apuntaría a entre 6000-20000 otomanos y 1.000 o 2.000 valacos. El ejército otomano estaba formado casi en su totalidad por Akıncıs, Rumelios Cipayos y Azabs, con algunos jenízaros y posiblemente algo de artillería. La empresa otomana no era un ataque a fondo, sino más bien una incursión importante, la mayor a la que se enfrentó Transilvania durante el siglo de conflictos entre Hungría y Turquía.
El ejército de Kinizsi estaba formado por húngaros, siculos, serbios, sajones de Transilvania y algunos voluntarios valacos. Estos últimos estaban al mando de Basarab Laiotă "cel Bătrân", literalmente "el Mayor", anterior gobernante de Valaquia y enemigo acérrimo de Basarab "cel Tânăr", literalmente "el más jóven". Basarab el Joven insistió en su igualdad con el Viejo. Las fuerzas cristianas combinadas sumaban aproximadamente entre 12.000 y 15.000 hombres. A juicio de algunos, polacos, moldavos, rusos, lituanos, alemanes y bohemios también se unieron a la batalla a título, pero esto es bastante difícil de comprobar.

## Batalla
Tras la penetración turca, Báthory esperó hasta que los turcos se hubieran cansado de atacar, y se hubieran cargado con el botín suficiente para desplazarse rápidamente y los atacó el 13 de octubre.
Ambos ejércitos estaban compuestos por tres columnas. El flanco derecho del ejército húngaro estaba dirigido por Kinizsi, el izquierdo era la caballería ligera serbia al mando de Vuk Grgurević y Demetrius Jakšić con los sajones y las fuerzas de Báthory en el centro. Del lado otomano, Koca Bey ocupó el flanco izquierdo, Isa Bey el centro y Malkoch Oglu el flanco derecho.

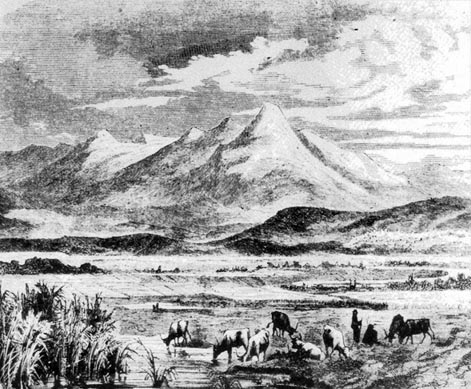
El campo de pan en 1870.

La batalla comenzó por la tarde. Báthory cayó de su caballo y los otomanos estuvieron a punto de capturarlo, pero un noble llamado Antal Nagy consiguió rescatar al voivoda. En un primer momento, los turcos tomaron ventaja, pero Kinizsi cargó contra con la caballería pesada húngara y 900 serbios al mando de Jakšić asistidos por "numerosos vasallos del rey" . Ali Bey se vio obligado a retirarse y Kinizsi se movió lateralmente para aplastar con fuerza el centro turco, provocando la retirada de Isa Bey. Los pocos turcos supervivientes huyeron a las montañas, donde la mayoría fueron asesinados por los habitantes de la zona. El héroe de la batalla fue Pál Kinizsi, el legendario general húngaro y hombre de fuerza hercúlea al servicio del Ejército Negro de Hungría de Matías Corvino.

## Consecuencias
Las bajas otomanas fueron extremadamente altas, con varios miles de muertos, entre ellos Malkoçoğlu e Isa Bey junto con otros dos beys y un millar  de valacos.[cita requerida] Las fuerzas húngaras sufrieron también bajas importantes, del orden de 3000 hombres.[cita requerida] Se obtuvo también un importante rescate por los presos capturados.[cita requerida]
En 1480, Kinizsi atacó Serbia y derrotó varias veces a Ali Koca Bey. La batalla de Breadfield fue una gran victoria psicológica para los húngaros y, como consecuencia, el sur de Hungría y Transilvania se mantuvieron libres de ataques turcos durante varios años.